# Masashi Watanabe
Masashi Watanabe (渡辺 正 Watanabe Masashi?,  11 de enero de 1936 en Hiroshima - 7 de diciembre de 1995 en Chiba) fue un futbolista japonés que se desempeñaba como delantero.
Watanabe jugó 39 veces y marcó 12 goles para la selección de fútbol de Japón entre 1958 y 1969. Watanabe fue elegido para integrar la selección nacional de Japón para los Juegos Olímpicos de Verano de 1964 y 1968.

## Trayectoria

### Clubes
| Club         | País  | Año         |
| ------------ | ----- | ----------- |
| Yawata Steel | Japón | 1954 - 1958 |
| Nippon Steel | Japón | 1962 - 1971 |

### Selección nacional
| Selección | País  | Año         |
| --------- | ----- | ----------- |
| Absoluta  | Japón | 1958 - 1969 |

## Estadística de equipo nacional
| Selección de Japón | Selección de Japón | Selección de Japón |
| Año                | Part.              | Goles              |
| ------------------ | ------------------ | ------------------ |
| 1958               | 2                  | 1                  |
| 1959               | 8                  | 4                  |
| 1960               | 1                  | 0                  |
| 1961               | 6                  | 1                  |
| 1962               | 3                  | 0                  |
| 1963               | 5                  | 3                  |
| 1964               | 1                  | 0                  |
| 1965               | 3                  | 0                  |
| 1966               | 2                  | 1                  |
| 1967               | 3                  | 1                  |
| 1968               | 2                  | 0                  |
| 1969               | 3                  | 1                  |
| Total              | 39                 | 12                 |

## Palmarés

### Distinciones individuales
| Distinción                                      | Año  |
| ----------------------------------------------- | ---- |
| Japan Soccer League Best XI                     | 1968 |
| Inducido al Salón de la Fama del fútbol japonés | 2006 |